# Мамедов, Эльман Джамал оглы
Мамедов, Эльман Джамал оглы (азерб. Elman Camal oğlu Məmmədov; род. 18 октября 1950, Ходжалы, Нагорно-Карабахская автономная область) — азербайджанский государственный деятель. Глава Исполнительной власти Ходжалинского района (1991—2000). Депутат Национального собрания Азербайджана II, III, IV, V, VI, VII созывов (с 2000).

## Биография
Эльман Мамедов родился 18 октября 1950 года в Ходжалы. Окончил факультет математики Азербайджанского государственного педагогического университета. Также окончил Бакинский институт социального управления и политологии.
С 1973 года работал преподавателем, заместителем директора, директором школы с. Ходжалы.
С 1985 года являлся секретарём партийной организации Ходжалинского овоще-молочного совхоза.
С 1987 года являлся председателем исполнительного комитета с. Ходжалы.
С 1990 по 1991 год являлся первым секретарём районного партийного комитета г. Ходжалы и председателем районного исполнительного комитета г. Ходжалы.
Глава Исполнительной власти Ходжалинского района (1991 — 11 ноября 2000).
5 ноября 2000 года был избран депутатом Национального собрания Азербайджана II созыва от 41 округа. С 2000 по 2005 год был членом межпарламентских групп Азербайджан — Болгария и Азербайджан — Латвия.
6 ноября 2005 года избран депутатом Национального собрания III созыва от 124 округа. Являлся членом межпарламентских групп Азербайджан — Беларусь, Азербайджан — Болгария, Азербайджан — Франция, Азербайджан — Швейцария и Азербайджан — Люксембург (2005—2010).
7 ноября 2010 года был избран депутатом Национального собрания Азербайджана IV созыва.
Являлся членом межпарламентских рабочих групп Азербайджан — Беларусь, Азербайджан — Болгария, Азербайджан — Швейцария, Азербайджан — Люксембург парламента IV созыва.
1 ноября 2015 года избран депутатом Национального собрания Азербайджана V созыва.
Являлся членом постоянной комиссии Парламента по вопросам безопасности и обороны парламента II, III, IV, V, VI, VII созывов.
Являлся членом азербайджанской делегации в парламентской ассамблее ГУАМ парламента III, IV, V созывов.
Являлся членом межпарламентских рабочих групп Азербайджан — Беларусь, Азербайджан — Болгария, Азербайджан — Эквадор, Азербайджан — Швейцария, Азербайджан — Люксембург парламента V созыва.
Являлся членом межпарламентских рабочих групп Азербайджан — США, Азербайджан — Беларусь, Азербайджан — Франция, Азербайджан — Польша, Азербайджан — Румыния, Азербайджан — Россия, Азербайджан — Турция парламента VI созыва.
В 2024 году на парламентских выборах в Азербайджане, которые состоялись 1 сентября, одержал победу в Агдам-Ходжалинском избирательном округе №118. Избран депутатом Парламента АзербайджанаVII созыва, первое заседание которого состоялось 23 сентября 2024 года. Является членом комитета парламента по региональным вопросам.
Член межпарламентских рабочих групп Азербайджан — Беларусь, Азербайджан — Испания, Азербайджан — Кыргызстан, Азербайджан — Латвия, Азербайджан — Египет, Азербайджан — Сербия, Азербайджан — Словения, Азербайджан — Туркменистан, Азербайджан — Гватемала парламента VII созыва.
Ветеран Первой Карабахской войны.
Член партии «Новый Азербайджан». Член Совета ветеранов партии.
Владеет русским, армянским языками.

## Награды
- Орден «Азербайджанское знамя»